# Дієго Контенто
Дієго Контенто (нім. Diego Contento, нар. 1 травня 1990, Мюнхен) — німецький футболіст італійського походження, захисник клубу «Фортуна».
Вихованець «Баварії», з якою став триразовим чемпіоном Німеччини, триразовим володарем Кубка Німеччини, дворазовим володарем Суперкубка Німеччини, а також переможцем Ліги чемпіонів УЄФА, Суперкубка УЄФА та Клубного чемпіонату світу.

## Клубна кар'єра
Народився 1 травня 1990 року в місті Мюнхен. Вихованець футбольної школи клубу «Баварія».
У дорослому футболі дебютував 2008 року виступами за другий склад клубу «Баварія», в якому провів три сезони, взявши участь у 36 матчах чемпіонату. До основного складу клубу приєднався 2010 року. За чотири сезони встиг відіграти за мюнхенський клуб 49 матчів в національному чемпіонаті та виграти низку національних та міжнародних трофеїв, проте основним гравцем так і не став.
Влітку 2014 року підписав чотирирічний контракт з французьким «Бордо».

## Виступи за збірні
Протягом 2009-2010 років залучався до складу молодіжної збірної Німеччини. На молодіжному рівні зіграв у 4 офіційних матчах.

## Титули і досягнення
- Чемпіон Німеччини (3):

«Баварія»: 2009-10, 2012-13, 2013-14
- Володар Кубка Німеччини (3):

«Баварія»: 2009-10, 2012-13, 2013-14
- Володар Суперкубка Німеччини (2):

«Баварія»: 2010, 2012
- Переможець Ліги чемпіонів УЄФА (1):

«Баварія»: 2012-13
- Володар Суперкубка УЄФА (1):

«Баварія»: 2013
- Переможець Клубного чемпіонату світу (1):

«Баварія»: 2013